# Anomalon duniae
Anomalon duniae là một loài tò vò trong họ Ichneumonidae.